# This Year’s Model (Album)
This Year’s Model ist das zweite Studioalbum des britischen Rock-Musikers Elvis Costello und das erste mit seiner Begleitband The Attractions. Das Album wurde im März 1978 von Radar Records veröffentlicht.

## Hintergrund
Elvis Costello, der 1976 von Stiff Records unter Vertrag genommen wurde und im Juli 1977 sein Debütalbum My Aim Is True veröffentlichte, spielte den Nachfolger zwischen November 1977 und Januar 1978 in London ein. Produziert wurde das Album von Nick Lowe. Costello folgte seinem Manager Jake Riviera Ende 1977 zu dessen neuem Label Radar Records, welches This Year’s Model am 17. März 1978 auf den Markt brachte. Den Vertrieb in den USA übernahm Columbia Records.
Als Singles wurden die Songs (I Don’t Want to Go to) Chelsea und Pump It Up ausgekoppelt, die sich erfolgreich in den britischen Charts platzieren konnten.
Das Album verbindet Einflüsse aus der Rock- und Popmusik der 1960er Jahre mit der Energie von Punk und New Wave. Costellos kritische bis wütende Songtexte und ihr Reichtum an Wortspielen wurden mit Bob Dylan und Randy Newman verglichen.

„Ätzend, gemein, ohne Kompromisse – doch This Year’s Model ist keine bedeutunglose Tirade. Geschnitten wird tief, bis auf den Knochen. Rache und Schuldgefühle mögen andere Songwriter abschrecken, doch zwischen Wut und Ekel findet Costello seine Wahrheit.“

Auf This Year’s Model trat erstmals Costellos Begleitband The Attractions in Erscheinung, die aus Bruce Thomas (Bass), Pete Thomas (Schlagzeug) und Steve Nieve (Piano und E-Orgel) bestand und dem Album einen auf „Retro-Gitarren und Orgel basierenden Sound“ vorgab. Nieve spielte bei den Aufnahmen die Vox Continental, da auf einen warmen Orgel-Klang verzichtet werden sollte.

## Veröffentlichung
Das Album wurde im März 1978 auf Langspielplatte und Kompaktkassette veröffentlicht. Auf vielen Pressungen ab 1984 wurde der Track Radio, Radio hinzugefügt. 1986 erschien This Year’s Model erstmals auf CD. Edsel Records und Rhino Records veröffentlichten es 2002 mit Bonus-CD neu. Im März 2008 brachte Universal Music eine „Deluxe Edition“ als Doppel-CD heraus. 2010 veröffentlichte Mobile Fidelity Sound Lab das Album als „Original Master Recording“ auf LP. Seit 2015 ist This Year’s Model im hochauflösenden Audioformat (24-Bit/192 kHz) als Download erhältlich. 2021 erschien zuletzt ein Remaster, auf CD und LP sind die Bonustracks Big Tears und Radio, Radio enthalten.

## Titelliste
Alle Songs stammen aus der Feder von Elvis Costello alias Declan Patrick MacManus.
Seite A
1. No Action – 1:57
2. This Year’s Girl – 3:16
3. The Beat – 3:42
4. Pump It Up – 3:12
5. Little Triggers – 2:38
6. You Belong to Me – 2:19
Seite B
7. Hand in Hand – 2:30
8. (I Don’t Want to Go to) Chelsea – 3:06
9.  Lip Service – 2:34
10. Living in Paradise – 3:51
11. Lipstick Vogue – 3:29
12. Night Rally – 2:40
Bonustracks
13. Radio, Radio – 3:05
14. Big Tears – 3:09
15. Crawling to the USA – 2:53
16. Tiny Steps – 2:20
17. Running Out of Angels (Demo) – 2:02
18. Greenshirt (Demo) – 2:20
19. Big Boys (Demo) – 3:00
20. You Belong to Me (Capital Radio Version) – 1:55
21. Radio, Radio (Capital Radio Version) – 3:01
22. Neat Neat Neat (Live) (Songwriter: Brian James) – 3:16
23. Roadette Song (Live) – 5:40
24. This Year’s Girl (Alternate Eden Studios Version) – 2:09
25. (I Don’t Want to Go To) Chelsea (Basing Street Studios Version) – 3:00
26.  Stranger in the House (BBC Version) – 4:15

## Rezeption
This Year’s Model erhielt überschwängliche Kritiken. Das Magazin The Village Voice kürte es 1978 zum besten Album des Jahres.
Rolling Stone wählte es 2003 auf Platz 98 und 2020 auf Platz 121 der 500 besten Alben aller Zeiten.
In der Aufstellung der 500 besten Alben aller Zeiten von New Musical Express belegt es Platz 256.
Pitchfork führt das Album auf Platz 52 der 100 besten Alben der 1970er Jahre.
This Year’s Model wurde in die 1001 Albums You Must Hear Before You Die aufgenommen.

## Trivia
- Auf dem Bonustrack Big Tears spielt Mick Jones von The Clash Lead-Gitarre.
- Titelsong zur zweiten Staffel der HBO-Fernsehserie The Deuce ist eine neue Version von This Year’s Girl, die Costello zusammen mit der US-amerikanischen Sängerin Natalie Bergman 2018 aufnahm.
- Am 10. September 2021 erschien mit Spanish Model eine spanischsprachige Version des Albums, für das Costello mit lateinamerikanischen Sängern wie Luis Fonsi, Fito Páez und Juanes zusammenarbeitete.